# Franklinton (Louisiane)
Pour l’article homonyme, voir Franklinton.
Franklinton est une ville située dans la paroisse de Washington dans l’État de la Louisiane, aux États-Unis. En 2010, sa population était de 3 857 habitants, dont une majorité absolue d'Afro-Américains.

## Démographie
| Groupe            | Franklinton | Louisiane | États-Unis |
| ----------------- | ----------- | --------- | ---------- |
| Afro-Américains   | 51,7        | 32,0      | 12,6       |
| Blancs            | 46,4        | 62,7      | 72,4       |
| Métis             | 0,8         | 1,6       | 2,9        |
| Autres            | 0,8         | 1,6       | 6,4        |
| Amérindiens       | 0,3         | 0,7       | 0,9        |
| Asiatiques        | 0,1         | 1,6       | 4,8        |
| Total             | 100         | 100       | 100        |
|                   |             |           |            |
| Latino-Américains | 1,5         | 4,3       | 16,7       |

Selon l'American Community Survey, pour la période 2011-2015, 97,34 % de la population âgée de plus de 5 ans déclare parler anglais à la maison, alors que 1,71 % déclare parler le français et 0,95 % une autre langue.

## Source de la traduction
- (en) Cet article est partiellement ou en totalité issu de l’article de Wikipédia en anglais intitulé « Franklinton, Louisiana » (voir la liste des auteurs).

1. ↑  (en) « Franklinton , LA Population - Census 2010 and 2000 », sur censusviewer.com.
2. ↑  (en) « Population of Louisiana - Census 2010 and 2000 », sur censusviewer.com (consulté le 4 mars 2016).
3. ↑  (en) « Language spoken at home by ability to speak English for the population 5 years and over », sur factfinder.census.gov.